# Subhadrangi
Subhadrangi (còn được gọi là Dharma hay Janapadakalyani), theo các nguồn tin của Phật giáo, bà là vợ của Hoàng đế Maurya, Bindusara và mẹ của người kế vị, Ashoka. Bản thuật lại của Ashoka tuyên bố rằng Subhadrangi là con gái của một Bà la môn từ thành phố Aga. Các truyền thuyết cho rằng chính trị của cung điện ngăn cô rời khỏi Bindusara và cuối cùng bà đã kết hôn với Bindusara và có với ông ta một đứa con trai, bà đã nói rằng, "Tôi bây giờ không có đau khổ", dẫn đến đứa trẻ được đặt tên là Ashoka. Tên của đứa con thứ hai, Vitashoka (nghĩa là đau khổ kết thúc) có cùng nguồn gốc.:332
Tập thơ Divyavadana gọi bà là Dharma trong khi Vamsatthapakasini, một chú thích trong bài thơ Mahavamsa ở thế kỷ thứ 10, đặt tên bà là Janapadakalyani.:332